# Droździk
Droździk, drozd rdzawoboczny (Turdus iliacus) – gatunek średniej wielkości wędrownego ptaka z rodziny drozdowatych (Turdidae). Występuje w Eurazji i w północnej Afryce (podczas zimowania). Bliski zagrożenia.

## Taksonomia
Po raz pierwszy gatunek opisał Karol Linneusz w 1758 (dawniej podawano też błędną datę 1766). Holotyp pochodził ze Szwecji. Autor nadał nowemu gatunkowi nazwę Turdus iliacus. Obecnie (2020) Międzynarodowy Komitet Ornitologiczny (IOC) podtrzymuje tę nazwę. Wyróżnia 2 podgatunki.

## Podgatunki i zasięg występowania
Droździk zamieszkuje północną Europę i Azję (po okolice dolnego biegu Kołymy i góry Ałtaj), skrajnie nielicznie także południowo-wschodnią Grenlandię. Skandynawia i północna Rosja to obszary, gdzie ptaki te występują najliczniej. To ptak wędrowny lub częściowo wędrowny na niewielkie i średnie odległości – przylatuje w marcu lub kwietniu, a odlatuje od września do grudnia. Migruje w licznych grupach i głównie nocą, zatrzymując się na polach, łąkach i w lasach. Na zimę przylatuje do zachodniej, środkowej i południowej Europy, zatrzymując się tam w tych samych środowiskach co drozd śpiewak. Populacje z Islandii i wysp północnego Atlantyku kierują się do Szkocji, Irlandii, Francji i na Półwysep Iberyjski. Osobniki euroazjatyckie zimą spotyka się w Europie Zachodniej i w basenie Morza Śródziemnego, Czarnego i Kaspijskiego.
IOC wyróżnia 2 podgatunki T. iliacus:
- Turdus iliacus coburni – Islandia i Wyspy Owcze, skrajnie nielicznie także południowo-wschodnia Grenlandia; poza sezonem lęgowym zachodnia Europa[2]
- Turdus iliacus iliacus – północna i wschodnia Europa na wschód przez Syberię po okolice dolnego biegu Kołymy i Ałtaj; poza sezonem lęgowym zachodnia i południowa Europa, północna Afryka, baseny Morza Czarnego i Kaspijskiego oraz przyległe obszary południowo-zachodniej Azji[2]

Przez Polskę przebiega południowo-zachodnia granica zasięgu gniazdowania droździków. Gniazdują w północno-wschodniej Polsce, bardzo nielicznie, ale regularnie, m.in. w Puszczy Białowieskiej i na Bagnach Biebrzańskich. Sporadycznie pary spotyka się w innych regionach Polski. Można go obserwować w Polsce od października do kwietnia. W latach 2004–2012 liczebność droździka na terenie kraju szacowano na zaledwie 50–150 par lęgowych, te same wartości podano dla lat 2013–2018.

## Morfologia
Długość ciała wynosi 20–24 cm; masa ciała 46–80 g. Ogon mierzy około 87 mm długości. Długość czaszki wynosi 45–47 mm, w tym 21–23 przypada na dziób.
W upierzeniu dymorfizm płciowy nie występuje. Droździki są nieco mniejsze od śpiewaków (Turdus philomelos). Do charakterystycznych cech tych drozdów należą śmietankowobiała brew i wąsy, czerwonawe boki i spody skrzydeł, brązowy wierzch ciała i białawy spód z ciemnobrązowym kreskowaniem. Pierzenie trwa od połowy czerwca do połowy września.

## Ekologia i zachowanie
Droździki gniazdują w lasach iglastych strefy borealnej, w Polsce na skrajach podmokłych łęgów i olsów. Podczas przelotów pojawiają się na łąkach i skrajach lasów, nierzadko w towarzystwie szpaków (Sturnus vulgaris) lub kwiczołów (Turdus pilaris). Zjada owady, dżdżownice, drobne ślimaki i inne drobne bezkręgowce, a jesienią i zimą także nasiona i jagody.
W czasie nocnych przelotów lub przy odlocie wydaje przeciągłe okrzyki. Jest to przenikliwe cij, podczas gdy odgłosy drozdów śpiewaków to wysokie, krótkie cip. Świergocąca melodia zawiera liczne powtórzenia i krótkie, opadające frazy. Najczęściej słychać je w nocy.

### Lęgi
W ciągu roku wyprowadzane są 1 lub 2 lęgi, pierwszy na przełomie kwietnia i maja, a drugi w czerwcu.

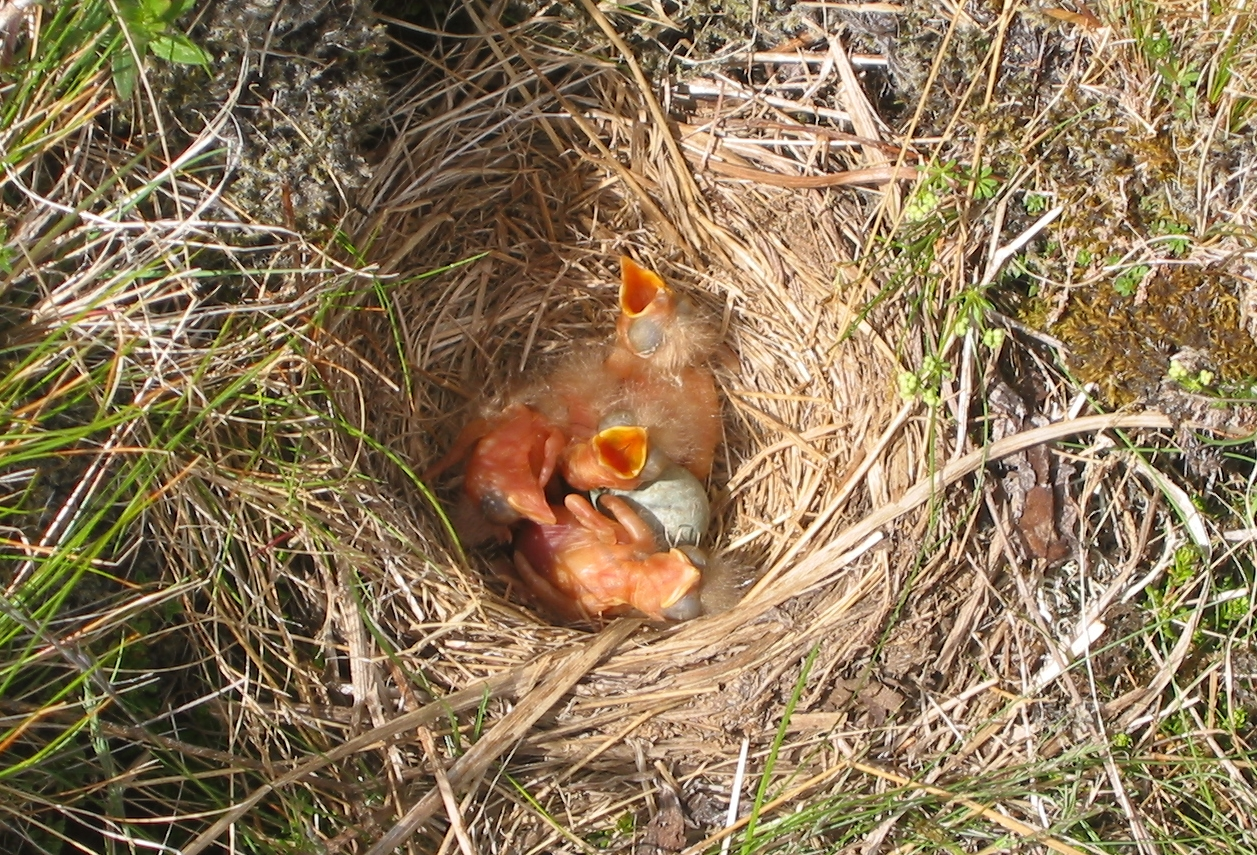
Młode droździki w gnieździe

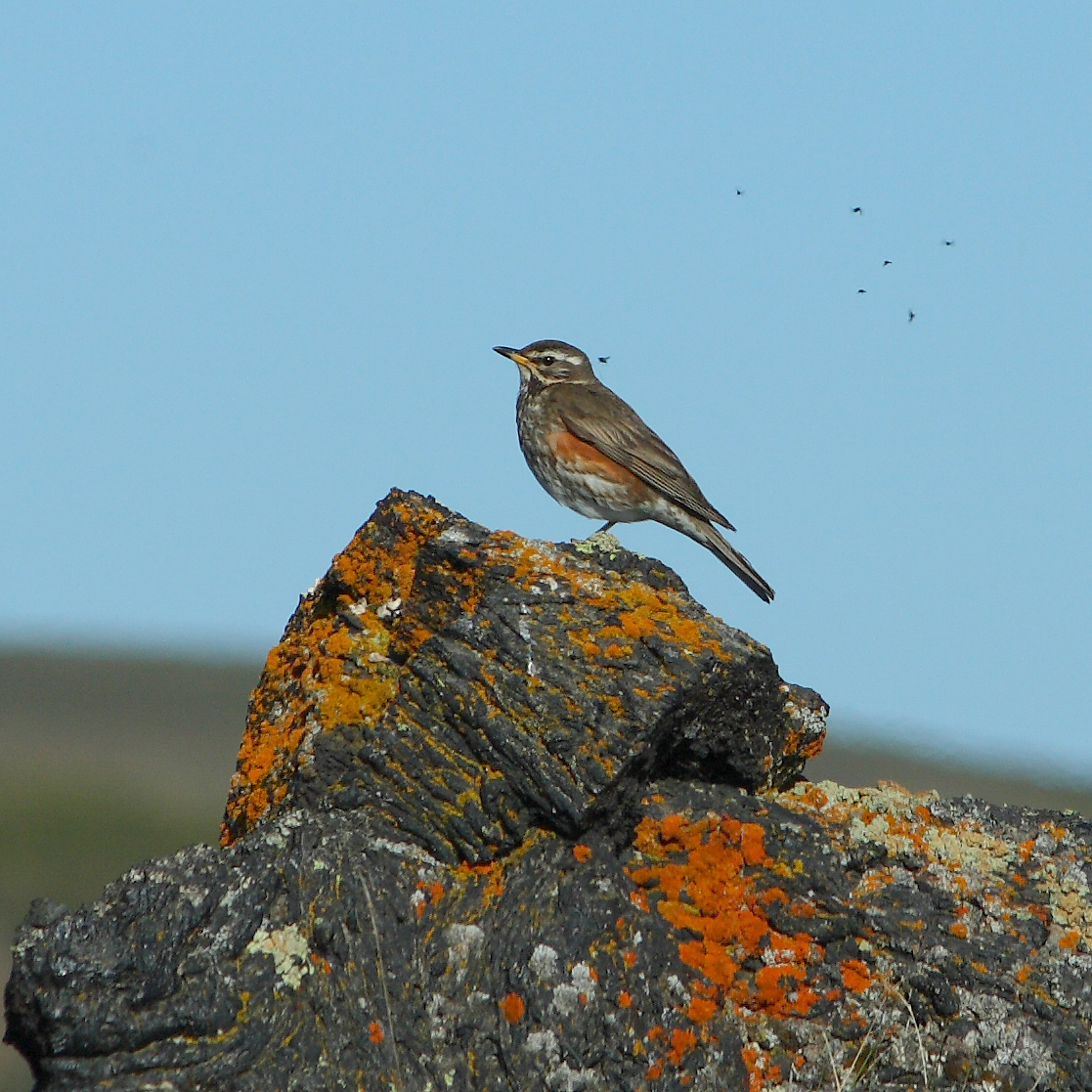
Droździki śpiewają zwykle nocami w czasie migracji

Gniazdo umieszczone zazwyczaj ok. 1,5 metra nad ziemią, zatem dość nisko, nad drzewem i krzewem przy pniu i bocznych gałęziach młodych roślin drzewiastych, np. świerków. W optymalnych warunkach droździki mogą gniazdować w małych koloniach. Gniazdo ma kształt czarki, w której można wyodrębnić trzy warstwy. Środkową stanowi muł. Zewnętrzna warstwa utworzona może być z trawy, włosia końskiego, fragmentów liści paproci i innych roślin, kory brzozowej, liści drzew albo z małych gałązek, mchów i porostów (dane dotyczą ptaków z Finlandii). Wyściółkę stanowią głównie delikatne trawy. W zniesieniu znajduje się 5–6 jaj (w powtarzanym lęgu 4).
Wysiadywanie trwa 10–14 dni, zwykle 12. Czas gniazdowego rozwoju piskląt i okres karmienia ich przez rodziców po opuszczeniu gniazda trwa około 14 dni. Droździki bronią piskląt w gnieździe przez symulowanie ataków, również wobec człowieka.

## Status
Od 1988 Międzynarodowa Unia Ochrony Przyrody (IUCN) uznawała droździka za gatunek najmniejszej troski (LC, Least Concern). W 2015 klasyfikację zmieniono na gatunek bliski zagrożenia (NT, Near Threatened). Liczebność światowej populacji, obliczona w oparciu o szacunki organizacji BirdLife International dla Europy z 2015 roku, mieści się w przedziale 98–151 milionów dorosłych osobników. Globalny trend liczebności populacji uznawany jest za spadkowy. Wahania w liczebności spowodowane są występowaniem na przemian srogich i łagodnych zim. W basenie Morza Śródziemnego nielegalnie odławia się te ptaki.
Na terenie Polski gatunek ten jest objęty ścisłą ochroną gatunkową. Na Czerwonej liście ptaków Polski został sklasyfikowany jako gatunek zagrożony (EN – Endangered). Przyczyną zmniejszania liczebności są m.in. koty i zderzenia np. z samochodami, szybami, liniami energetycznymi, które ptakom pojawiającym się w osiedlach ludzkich podczas przelotów są nieznane.